# ФК Динамо Батуми
ФК „Динамо“ (на грузински: დინამო ბათუმი) е футболен клуб от град Батуми, Грузия.
Тимът е печелил сребърните и бронзовите медали в топ дивизията на страната. Също така на няколко пъти отборът играе на финал за купата на Грузия като най-големия успех е спечелването ѝ през 1998 г. след 3 поред загубени финала.

## Успехи
- Еровнули лига:
  -  Шампион (2): 2021, 2023
  -  Сребърен медалист (5): 1997/98, 2014/15, 2019, 2020, 2022
  -  Бронзов медалист (2): 1996/97, 2016 (есен)

- Купа Давид Кипиани:
  -  Носител (1): 1997/98
  -  Финалист (5): 1992/93, 1994/95, 1995/96, 1996/97, 2022/23

- Суперкупа на Грузия:
  -  Носител (1): 1998
  -  Финалист (3): 1996, 1997, 2023

### СССР
- Втора лига на СССР
  -  Шампион (2): 1963 (класс „Б“, 1 зона Союзни републики), 1983 (втора лига)